# 알 카즈네

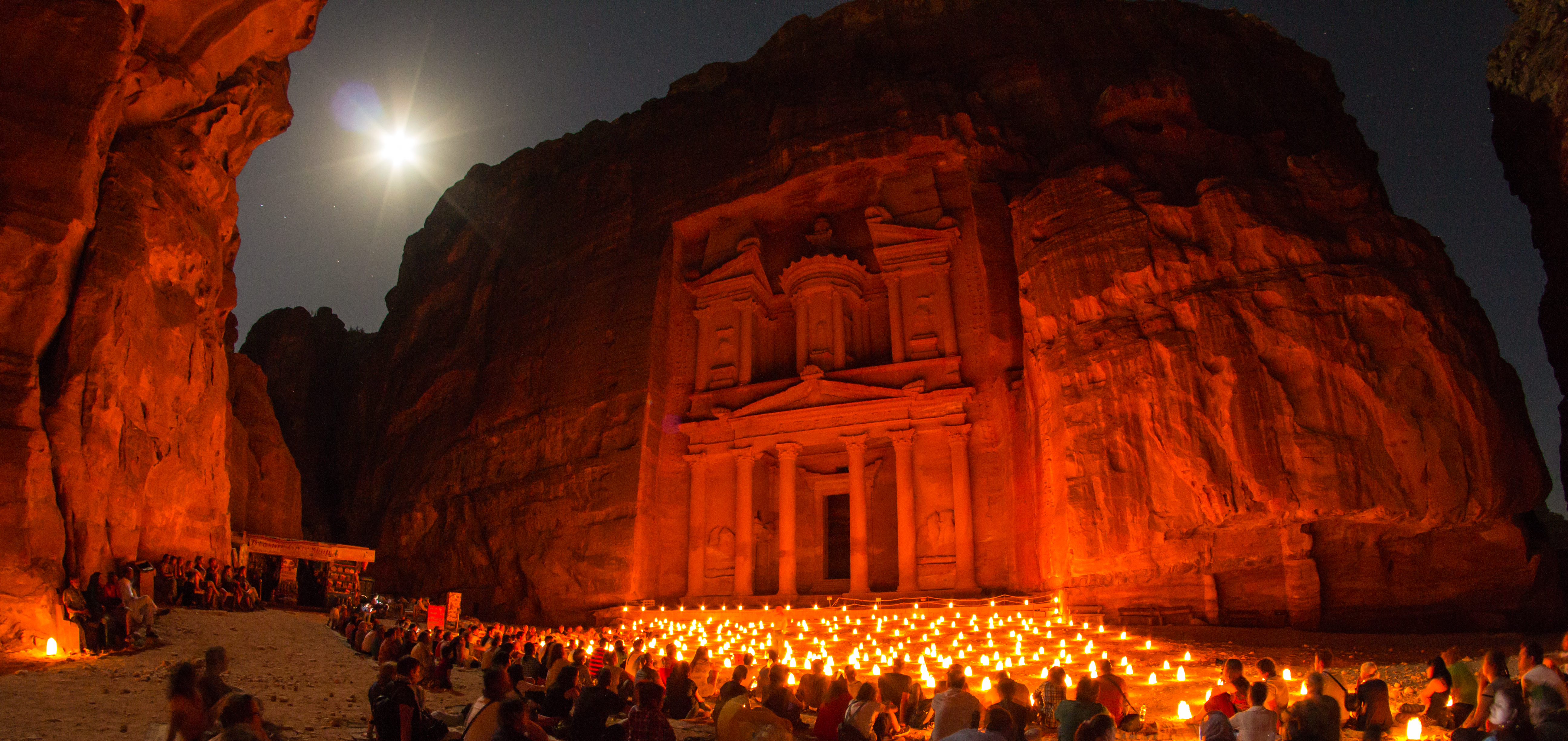
야간의 알 카즈네

알 카즈네(Al-Khazneh, الخزنة, The Treasury)는 페트라 유적 중 최고로 인상적이고 웅대한 2층의 건물이다. 25m 높이의 고린도식 기둥 6개가 정면을 받치고 서 있는데 그리스식 건축양식의 건물로 기원전 1세기 경 나바네안 왕의 무덤으로 만들어졌다 한다. ‘카즈네(Khazneh)’란 베두인의 말로 ‘보물’이란 뜻인데 건물 꼭대기에 항아리 모양의 단지가 조각되어 있는데 이곳에 셀 수 없는 보물이 숨겨져 있을 거라는 전설에서 지금의 보물고라 불리게 되었다. 건물외관의 넓이는 30m, 높이는 43m에 달하는데 1, 2층 정면에 걸쳐 나바테안의 신들이 조각되어 있다. 암벽을 파고 다듬어 만든 건물로 매우 견고하게 지어졌다.